# Antarctopria latigaster
Antarctopria latigaster är en stekelart som beskrevs av Charles Thomas Brues 1920. Antarctopria latigaster ingår i släktet Antarctopria och familjen hyllhornsteklar. Inga underarter finns listade i Catalogue of Life.